# Marigaon
Marigaon (en asamés: মিৰগাঁও ) es una localidad de la India, centro administrativo del distrito de Marigaon, estado de Assam.

## Geografía
Se encuentra a una altitud de 63 m s. n. m. a 107 km de la capital estatal, Dispur, en la zona horaria UTC +5:30.

## Demografía
Según estimación 2010 contaba con una población de 25 879 habitantes.